# GAME × GAME powered by TBS【ガメガメ。】
GAME × GAME powered by TBS 【ガメガメ。】 は、TBSアナウンサーの宇内梨沙によるYouTubeチャンネル及びTikTokアカウントである。
なお、2020 - 2021年は『ゲーム実況はじめました。〜女子アナゲーマー宇内e〜』、2022 - 2023年は『宇内梨沙/うなポンGAMES』というチャンネル名で活動していた。

## 概説
所属部署であるTBSテレビ コンテンツ戦略本部（2023年までは「総合編成本部」） アナウンスセンターからの公認の下で、宇内梨沙によって開設された。 
自身が2020年から、TBSテレビライブエンタテイメント局→新規IP開発部（2023年7月1日以降）内に2018年7月から設置されている部署「eスポーツ研究所」所員を兼務するかたわら、その事業の一環として開設し、ゲーム実況を行う事となった。
その後、著名人や所属の同僚であるTBSアナウンサー達がゲストとして一部動画に出演するようになった（詳細後述）。チャンネル内では基本的にコンピュータゲームを取り上げることが大半だが、2023年からゲストを迎える際にはボードゲームを取り上げる機会もしばしば見られる。
チャンネル名については、開設当初『ゲーム実況はじめました。〜女子アナゲーマー宇内e〜』となっていた。しかし、チャンネル名が長すぎるという理由で、2022年1月に『宇内梨沙/うなポンGAMES』に変更された。2024年1月6日からリニューアルに伴い宇内の冠が外され、現在のチャンネル名となった。そのため、2024年以降は宇内が出演せず、後輩のTBSアナウンサーがメインで出演する場合もある。
なお、2021年11月25日 - 2022年1月20日（作戦会議および『うなポンGAMES』への移行準備）、2023年5月24日 - 7月4日（詳細後述）、2023年12月24日 - 2024年1月5日（『ガメガメ。』への移行準備）は動画投稿を一時休止。
2024年5月24日、チャンネル登録者数10万人を達成。
宇内は2025年3月でTBSテレビを退職するため、当チャンネルへの出演を同年1月11日で卒業。これ以降も、他のTBSアナウンサーが出演する形で、YouTubeチャンネルの運営を継続する。

## 動画の内容
YouTubeでは、ゲーム実況の動画（ライブ配信も含める）を中心に投稿。2024年以降は通常の動画を水曜日と土曜日の19時に公開。また同時期から『宇内e』時代に使用していたTikTokアカウントの運用を再開し、YouTubeの切り抜き動画のほか、TikTokオリジナルの動画も公開している。また、宇内によるライブ配信は不定期での実施だが、2023年10月以降のTBSラジオ『アフター6ジャンクション2』のパートナーを担当する日（基本として第4月曜日から始まる週を除く水曜日）には本番前に時間帯を限定して行っていた。
前述した著名人やゲストが出演する動画では、対決要素や協力要素のあるゲームをプレイすることが多い。また、「TBS GAMES」（TBSテレビが2023年7月より本格参入したゲーム事業ブランド）として開発されたゲーム作品やTBSテレビの番組を元に制作されたゲーム作品についても、当チャンネル内で紹介し宇内やゲストがプレイして動画を公開している。
2022年から、幕張メッセを会場として行われる東京ゲームショウの開催後には、宇内による開催期間中の会場の様子のリポート動画を当チャンネルでも撮影・編集して公開。2023年は宇内が同イベントでオフィシャルサポーターを務めていたため、その密着動画として公開されている。

### 『宇内e』→『うなポンGAMES』時代（2020 - 2023年）
2023年まで、基本として水曜日にライブ配信を月3回程度、19時から21時頃まで実施していた。それ以外にも金・土曜日を中心に新規の動画を公開していた。

#### フロム・ソフトウェア制作作品のゲーム実況
チャンネル開設当初の2020年11月から、フロム・ソフトウェアが開発するゲーム作品『Demon's Souls』のプレイ動画を投稿。それまで宇内は同社開発の作品のプレイ経験はなかったが、難所を次々と攻略。2021年1月27日の当チャンネル初のライブ配信でも同作をプレイ。2021年3月31日のライブ配信で、約5ヶ月間のプレイを経て完結した。
2021年4月からプレイを開始した『Bloodborne』以降は、基本的にライブ配信において同社のゲーム作品をプレイする方針に変更。『Bloodborne』ではDLCの『The Old Hunters』で出現する作中トップクラスの強敵ボス「ゴースの遺子」を2回のライブ配信で合計5時間の激闘の末撃破し、同年11月3日のライブ配信でプレイを完結。
2022年には、同年2月25日に発売され、後にその年のゲーム・オブ・ザ・イヤーを受賞した『ELDEN RING』に挑戦。作中最強のボスである「ミケラの刃、マレニア」で苦戦しプレイ時間を費やされるも、武器を上手く活用して攻略。「2022年内にクリアする」ことを目標にしていたが、その目標通り同年12月21日のライブ配信でプレイを完結した。
2023年には、ライブ配信の視聴者からのリクエストもあった『SEKIRO: SHADOWS DIE TWICE』（2019年のゲーム・オブ・ザ・イヤー受賞作）をプレイ。序盤から淡々と強敵を攻略していたが、同年5月17日（13回目）のライブ配信後、同月23日にYouTubeにおけるアーカイブ配信設定で「Content ID」（動画・音声に著作権を有する設定）を誤って「有効」にしてしまうミスにより、宇内や当チャンネルのスタッフ、TBSテレビが謝罪する事態が起きた。これ以降一時的に当チャンネルの動画投稿は休止となり、7月5日のライブ配信から活動を再開。『SEKIRO』のプレイ自体も同年8月より再開し、10月4日のライブ配信で最後のボスを撃破してプレイを完結した。なお、アーカイブが公開されなかった5月17日実施分については、12月23日公開の「ボス戦まとめ」（ボスキャラクターの撃破シーンの一覧集）の動画で一部を閲覧可能とすることで対応している。

#### アクションアドベンチャーゲーム作品の実況動画投稿
チャンネル開設直後からバイオハザードシリーズの動画投稿を開始。2021年4月28日から1ヶ月間は『バイオハザード7 レジデント イービル』『バイオハザード ヴィレッジ』のプレイ動画を連続で投稿。現在の「うなポンGAMES」でも2023年7月12日に『バイオハザード RE:4』のプレイ動画を投稿し、その後同年12月12日までライブ配信でプレイを行った。
2022年1月に現在のチャンネル名となってから、アクションアドベンチャーゲームのゲーム作品の投稿を本格化。2022年1月から9月までは『JUDGE EYES:死神の遺言』、2022年9月から2023年1月までは『The Last of Us Part Ⅰ』のプレイ動画を投稿。2023年には、宇内が龍が如くシリーズで2024年1月26日に発売された『龍が如く8』に出演が決定していることから、ナンバリングタイトルでその前作にあたる『龍が如く7 光と闇の行方』のプレイ動画を投稿していた（この動画については、前述の動画投稿休止期間中にも随時動画撮影を行っていた）。

### 『ガメガメ。』改名後（2024年以降）
宇内がメイン出演の動画に加えて、宇内以外の現職TBSアナウンサーがメインで出演する動画も公開。なお、随時ゲームを絡めたロケ企画も行っている。
宇内が本人役で出演する『龍が如く8』については、2024年1月31日に「宇内が出演する部分が確認できるまで実況プレイする」という内容の動画を当チャンネルで公開。翌2月1日には、「ゲーム内で流れている『アフター6ジャンクション2』を実際に聴く」という内容を盛り込んだライブ配信を実施した。
前述した通り宇内がTBSアナウンサーとしての出演を終了した後も、他のTBSアナウンサーが順次収録を行い動画を公開している。

#### 現在行われている企画
足ツボ麻雀（2024年3月 - ）
TBSアナウンサーや著名人から4名が参加し、Mリーグルールで東風戦を行って点数を競う（詳細は当該項参照）。一定の条件（例：3着以下）を満たすと罰ゲームとして足ツボマッサージを受けることになる。
ビンゴカラオケ（2024年5月 - ）
TBSアナウンサーの中でカラオケを得意とする日比麻音子と吉村恵里子が、ゲストと共にDAM（第一興商）の精密採点を利用したカラオケに挑む企画。回によりルールが異なるが、カラオケの点数（整数値、小数点以下は考慮しない）がビンゴのマスになるという点は共通している。
- 第1弾：全体が4列×4列となっていて、 1列でも揃えれば賞金100万円獲得、失敗すれば罰ゲームとして足ツボマッサージを受ける。
- 第2・3弾：1列揃うごとに賞金10万円、全て埋まれば賞金100万円を獲得。ビンゴシートについては前回と同じ4列×4列だが、予め一部の得点のマスは設定されている。全て埋まらなかった場合、罰ゲームとして巨大風船（曲を1フレーズずつリレー形式で歌っている最中に風船が割れる）が用意される。
- 第4弾：この回はTBS系朝の情報番組『THE TIME,』と『ラヴィット!』の対抗戦として実施し、TBSアナウンサーの南波雅俊（『ラヴィット!』代表）がメインで進行。1列揃うごとに1万円、パーフェクトで10万円獲得。より多くの列を揃えた勝者のみが賞金を獲得。

わかばのぷよぷよ（略称「わかぷよ」、2024年8月 - ）
TBSアナウンサーの中で行われた「ぷよぷよ王No.1決定戦」で優勝した若林有子が芸能界No.1の「ぷよらー」を目指す企画。2025年以降は、実際にぷよぷよの公式大会への出場も兼ねた企画となっている。
南後杏子の役満道場（2024年10月 - ）
これまで足ツボ麻雀企画に複数回出演した南後杏子による企画で、麻雀アプリでのオンライン対戦などを活用。
ガチデートメイク（番外編企画、2024年11月 - ）
「女子アナがガチデートメイクをしたら？」という仮定で、プロメイクアップアーティストの石川ユウキが、TBSテレビの女性アナウンサーを普段とは違ったメイクアップに仕上げる。
呑みログ（2024年12月 - ）
2016年入社同期の日比と山本恵里伽による飲酒を交えた企画。

#### 過去に行われていた企画
『Fortnite』でのオリジナルゲームの制作・配信（2024年2月 - 5月）
TBSテレビは2024年2月24日、『Fortnite』上の「クリエイティブモード」を活用してオリジナルゲームを制作・配信することを発表。第1・2弾は、Fortniteのゲーム実況配信で人気の「フォトナユーチューバー」であるLiaqN（りあん）とコラボした企画で、宇内も企画会議に参加。4月27日に第1弾「JAPANESE ZOMBIE SURVIVAL」、5月11日に第2弾「HUMAN HEAD CLIMB」がそれぞれ配信開始。当チャンネルでも企画会議や完成前後のテストプレイの様子を動画として公開している。
うなポンクラフト（2024年7月 - 10月）
Minecraftの初心者である宇内が、Minecraftに精通しているゲーム実況者・赤髪のともと共に、サバイバルモードでエンダードラゴン（最終ボス）の撃破を目指す。

## 出演者
TBSアナウンサー・著名人とも、職業・肩書きは出演当時のものを記載（コンビでの出演は括弧内にメンバーを記載）。2024年以降（現チャンネル名『ガメガメ。』になってから）の出演経験者は太字で示す（通常の動画のみとし、一部『宇内e』『うなポンGAMES』時代の出演も含む）。

### TBSアナウンサー
- 宇内梨沙（2015年入社、2025年3月中旬TBSテレビ退職予定）

TBSテレビで2020年よりアナウンサーとライブエンタテインメント局→新規IP開発部の「eスポーツ研究所」所員を兼務。2023年までは全ての動画でメイン出演。『ガメガメ。』では「三度の飯よりゲームが好き」「自称アナウンサー界No.1ゲーマー」と名乗っていた。また、他のアナウンサーがメインで出演している動画にゲスト出演する場合もあった。
TBSテレビ退職に伴い、当チャンネルへの出演は2025年1月11日公開分（2024年12月15日に収録）で卒業した。
前述した通り『ガメガメ。』では宇内以外のTBSアナウンサーもメインで出演し、宇内卒業後も引き続き各アナウンサーが出演する形で継続。以下、『ガメガメ』での出演経験者をTBSテレビへの入社年順（入社年が同じ場合は五十音順）に記載。
- 皆川玲奈（2014年入社）

宇内とは『NEWS23』（TBSテレビ制作）担当時代に共演していたほか、2023 - 2024年には『ひるおび』（TBSテレビ制作）金曜午後枠の一部時間帯でも共演。青山学院大学在学中に体育会自動車部に所属し、国内A級ライセンスを所持していることから、自動車を用いたレースゲームの動画を中心にゲスト出演。2024年5月第2週より9月まで産休に入っていた。
2025年1月より『Bizスクエア』（BS-TBS制作）のキャスターを宇内から引き継いでいる。
- 上村彩子（2015年入社）

宇内と同期入社で、『宇内e』時代に複数回ゲスト出演経験がある。『ガメガメ。』では2024年6月26日公開分に初めて出演。
- 日比麻音子（2016年入社）

宇内と共に『アフター6ジャンクション』シリーズ（TBSラジオ）のパートナーの1人で、パートナーを務める現職アナウンサーでは最も遅く、2024年5月15日公開分で初登場。同時期から定期的に行われているビンゴカラオケ企画や飲酒を伴う企画を中心に出演。
- 山本恵里伽（2016年入社）

TBSアナウンサーの中で最も遅く（2025年1月時点）、2024年12月21日公開分で初登場。同期の日比と差し呑み企画に出演。
- 山形純菜（2017年入社）

ゲストとしての初出演は『ガメガメ。』移行当日の2024年1月6日公開分。同年6月5日公開分で初めてメイン出演。
2025年1月より『アッコにおまかせ!』（TBSテレビ制作）の進行を宇内から引き継いでいる。
- 宇賀神メグ（2018年入社）

『宇内e』『うなポンGAMES』時代にも不定期でゲスト出演。
宇内とは過去に『Nスタ』日曜版のキャスターとして共演していた。
- 田村真子（2018年入社）

『宇内e』『うなポンGAMES』時代にもゲスト出演の経験があるが、『ガメガメ。』での登場は2025年1月時点で1回のみ。
- 近藤夏子（2019年入社）

『宇内e』『うなポンGAMES』時代にもゲスト出演経験あり。2023年10月までは、同僚アナウンサーの山本匠晃・山本里菜・齋藤慎太郎と共にTBSテレビのYouTubeチャンネル『アナウンサーのゆるちゃん/たりかしCh.』の運営に携わっており、宇内をはじめ同僚アナウンサーが不定期でゲスト出演していた。
- 篠原梨菜（2019年入社）

『宇内e』『うなポンGAMES』時代に複数回ゲスト出演経験あり。『ガメガメ。』では「三度の飯よりサウナが好き」と名乗っており、サウナでの収録企画を中心に複数回メイン出演を経験。
- 若林有子（2019年入社）

『宇内e』時代から積極的にゲスト出演を続けており、宇内以外のTBSアナウンサーでの出演回数は最多。2024年7月に公開された企画「TBSアナウンサーぷよぷよ王No.1決定戦2024」で優勝。
- 渡部峻（2019年入社）

2024年6月3日より、諸般の事情によりアナウンサーとしての業務を一時休止していたが、同年9月より業務に復帰している。
- 野村彩也子（2020年入社）

新人アナウンサー時代の2020年12月に当チャンネル初のゲストとして登場。2023年9月から1年間の休養を経て、2024年9月に復帰。2025年1月1日公開分の動画で『ガメガメ。』初登場（『宇内e』時代を含めると約4年ぶりの出演）となった。
2025年1月より、『TBSラジオプレス』（TBSラジオ制作）のパーソナリティを宇内から引き継いでいる。
- 南波雅俊（2020年10月にNHKから中途入社）

『ラヴィット!』ではB'z・稲葉浩志のモノマネをたびたび披露しており、当チャンネルでもビンゴカラオケ企画でB'zの楽曲を歌う場面がある。日比とは金曜日の『Nスタ』（TBSテレビ制作）で共演中。
- 小沢光葵（2021年入社）

『うなポンGAMES』時代にもゲスト出演経験あり。「TBSアナウンサーぷよぷよ王No.1決定戦2024」で準決勝・決勝の実況を担当。
- 佐々木舞音（2021年入社）

『うなポンGAMES』時代にも複数回ゲスト出演。
- 吉村恵里子（2022年入社）

『うなポンGAMES』時代にもゲスト出演。『ガメガメ。』では日比と共にビンゴカラオケ企画に登場している。
- 南後杏子（2023年入社）

新人アナウンサー時代の2024年2月21日公開分以降、複数回でメイン出演を経験。
- 御手洗菜々（2023年入社）

新人アナウンサー時代の2024年1月27日公開分で初出演。2024年11月から12月にかけて公開された『マリオパーティ王決定戦』で優勝。
- 浦野芽良（2024年入社）

新人アナウンサー時代の2024年9月28日公開分で初登場。
以下は（2023年以前の退職者も含めて）『ガメガメ。』に出演した経験がないアナウンサー（TBS→TBSテレビへの入社年順で記載）。
- 赤荻歩（2004年入社）

『ラヴィット!』では、ゲーム対決の実況として出演中。当チャンネルで取り上げたことのあるゲームも番組内で（出演者からのリクエストも含めて）扱った経験がある。
宇内とは過去に『Nスタ』日曜版のキャスターとして共演していた。
- 伊藤隆佑（2006年入社）

2024年12月まで、宇内と共に『TBSレビュー』（TBSテレビ制作・関東ローカル）のキャスターを担当。
- 杉山真也（2007年入社）
- 山本匠晃（2008年入社）

『アフター6ジャンクション』シリーズでパートナーを担当中。『SEKIRO』については最後までクリアしたことを当チャンネル内で明かしている。
- 国山ハセン（2013年入社、2022年12月末TBSテレビ退職）
- 熊崎風斗（2013年入社）

『アフター6ジャンクション』シリーズでパートナーを担当中。
- 山本里菜（2017年入社、2023年10月末TBSテレビ退職）
- 齋藤慎太郎（2020年入社）

宇内と同じく神奈川県横須賀市出身。小学校から大学までクラブチーム等でサッカーをプレーしていた経験を持つことから、サッカーゲームの動画を中心にゲスト出演。
- 高柳光希（2021年入社）

### 不定期出演
- 與那嶺茂人（よなみね しげひと、「足つぼ日本一」新橋店代表）[14]

「日本一痛い足つぼ師」として活動しており、『ラヴィット!』（TBSテレビ制作）など複数のテレビ番組に出演。『ガメガメ。』では対決に負けた際の罰ゲームの一つとして、與那嶺による足ツボマッサージを行うことが多い。
2024年6月1日公開の動画では、與那嶺ではなく別所正康（「足つぼ日本一」新橋店店長）が登場した。

### 著名人ゲスト（五十音順）
『宇内e』時代には著名人のゲスト出演（およびその著名人のYouTubeチャンネルとのコラボ）が時々行われていたが、『うなポンGAMES』時代はごく数回に限られていた。『ガメガメ。』移行後はゲーム配信者に限らず、これまで出演していなかった著名人が頻繁に登場している。

#### 『ガメガメ。』での企画ゲスト
TBSテレビ『Fortnite』オリジナルゲーム制作プロジェクト（2024年2月 - 5月）
- 川大輝（Alche株式会社）
- LiaqN（フォトナユーチューバー）

足ツボ麻雀（2024年3月 - ）
現役Mリーガーの所属チームはMリーグ2024-25シーズンのもの。
- 伊織もえ（YouTuber）

この企画以外の動画にも出演あり。
- 岡田紗佳（プロ雀士、Mリーグ「KADOKAWAサクラナイツ」所属）

『アッコにおまかせ!』では準レギュラー。この企画以外の動画にも出演あり。
- 岡野陽一（芸人）
- お見送り芸人しんいち（芸人）
- 篠宮暁（芸人、元オジンオズボーンのメンバー）
- 伊達朱里紗（プロ雀士、Mリーグ「KONAMI麻雀格闘倶楽部」所属）
- 中田花奈（プロ雀士、元乃木坂46メンバー、Mリーグ「BEAST X」所属）
- 松本圭世（フリーアナウンサー、Mリーグ公式リポーター）

「南後杏子の役満道場」（2024年10月 - ）のゲストとしても登場。
ビンゴカラオケ（2024年5月 - ）
- 第1弾（2024年5月公開）：朝倉未来（総合格闘家、YouTuber）
- 第2弾（2024年7月公開）：ペルピンズ（KAZ・RIOSKE）
- 第3弾（2024年8月公開）：LUV K RAFT（KAREN・Mishu）
- 第4弾（2024年12月公開）：三拍子（久保孝真・高倉陵）

『ラヴィット!』で不定期にゲスト出演している縁から当チャンネルに初登場。
うなポンクラフト（2024年7月 - 10月）
- 赤髪のとも（ゲーム実況者） ※一部の回のみ出演

わかばのぷよぷよ（2024年8月 - ）
- ALF（ぷよぷよ公式大会実況者）
- momoken（ぷよぷよ公式大会解説者）
- ヨダソウマ（ぷよぷよプレイヤー）

#### その他ゲスト
- 秋元真夏（タレント、元乃木坂46メンバー）
- 阿部なつき（インフルエンサー）
- ウエストランド（井口浩之・河本太）
- 宇多丸（RHYMESTER）

宇内・日比がパートナーを務める『アフター6ジャンクション』シリーズでのパーソナリティ。宇内と共に『龍が如く8』でゲスト声優として出演。
- 大島てる（事故物件情報サイト運営者） ※VTR出演
- エミリン（YouTuber）
- 柏木べるくら（ゲーム実況者）
- 狩野英孝（芸人）
- 木下彩音（女優）
- 貴島明日香（タレント）

『アッコにおまかせ!』の準レギュラーであるほか、当チャンネルではライブ配信でのコラボも実現している。
- キャプテン★ザコ（キャベツ確認中） ※『宇内e』時代に人狼ゲームのナレーターで出演
- 倉持由香（グラビアアイドル）
- CLAY（ゲーム実況者）
- クロちゃん（安田大サーカス）
- ゴー☆ジャス（芸人）
- 小島秀夫（ゲームクリエイター、コジマプロダクション代表）

2024年10月2日から12月4日まで『コジ10 小島秀夫の「最高の10分間にしよう」』（TBSラジオ『アフター6ジャンクション2』水曜分23時台前半に内包）で宇内と共演していた。
- 嵯峨寛子（『週刊ファミ通』編集長）
- サツマカワRPG（芸人）
- 佐藤盛正（株式会社カプコンのディレクター）

『宇内e』時代に『バイオハザード ヴィレッジ』開発者インタビューで出演。
- SHAKA（ストリーマー）
- 十文字幻斎（催眠術師）
- 陣内智則（芸人）

『アッコにおまかせ!』では準レギュラー。
- 砂川信哉（元『東大王』メンバー）

『ガメガメ。』への初出演に際して、『宇内e』時代からの視聴者であることを自身のSNSの投稿にて公言している。
- 高山一実（タレント、元乃木坂46メンバー）
- 長州力（元プロレスラー、タレント）
- 辻本良三（株式会社カプコンのゲームクリエイター）

2024年9月28日公開分に出演し、当チャンネルの宣伝に協力。
- 並木万里菜（テレビ朝日アナウンサー）

2022年9月、他局アナウンサーから初めて出演。出演当時、テレビ朝日で放送されていたeスポーツ番組『ReAL eSports News』のキャスター。
- 西村歩乃果（タレント）
- 二宮一誠（怪談師） ※VTR出演
- ニューヨーク（嶋佐和也・屋敷裕政）

『アッコにおまかせ!』では準レギュラー。
- のばまん（ゲーム実況者）
- ノブオ（ペンギンズ）
- はやせやすひろ（作家） ※VTR出演
- 樋口日奈（女優、元乃木坂46メンバー）
- 福田沙紀（女優）
- 藤本美貴（タレント）
- Masuo（ゲーム実況者）
- 三浦大知（歌手）

2024年9月28日公開分に『東京ゲームショウ2024』オフィシャルサポーターとして出演し、当チャンネルの宣伝に協力。過去に宇内が担当していたTBSラジオの番組（『アフター6ジャンクション』など）でゲスト出演経験がある。
- Mr.シャチホコ（ものまねタレント）

和田アキ子（歌手）などのものまねを行っており、『アッコにおまかせ!』にもスタジオ・ロケの両方で出演経験がある。
- みなみかわ（芸人）
- 山本さほ（漫画家）
- ゆうちゃみ（ファッションモデル、タレント）
- ラランド（サーヤ・ニシダ）

## イベント
- 2024年10月20日（日曜日）：『ガメガメ。』での企画「わかばのぷよぷよ」の公開収録イベント『「ガメガメ。」わかぷよオフ会』をブランチパーク（若林が隔週で出演するTBS系『王様のブランチ』がプロデュースしている、TBS放送センター・赤坂サカスに隣接する施設）にて13:00 - 15:30に開催。イベントにはTBSアナウンサーの若林・渡部と、これまで「わかぷよ」の企画にゲスト出演したヨダソウマ・ALF、さらに罰ゲームの足ツボマッサージを用意した関係で與那嶺が出演。同月7日（水曜日）の宇内によるライブ配信終了後から15日（火曜日）の正午まで観覧募集を受け付けていた。若林のプレイを観戦できるほか、参加者の中から抽選で若林と対戦する機会も用意された。

## 公式グッズ

### 『宇内梨沙/うなポンGAMES』時代（2023年）
2023年2月22日のライブ配信で、当チャンネルでの公式グッズの販売を行う予定であることを発表。宇内のX（旧Twitter）アカウントでは一時期、グッズに取り入れてほしい動画内での発言を募集していた。
2023年9月15日、ヴィレッジヴァンガードとのコラボにより当チャンネル初となる公式グッズの販売が決定。同年9月21日の10時から10月8日までの期間限定で、オンラインストアでの受注方式で販売が行われた。チャンネルのロゴやイラストを使用したものに加えて、宇内の動画内での発言として「よっこいしょ！」「ゲーム中は話しかけるな。」の文字がプリントされたグッズも販売された。

### 『ガメガメ。』時代（2024年）
前述した『「ガメガメ。」わかぷよオフ会』の開催を記念して、2024年10月18日よりTBSショッピングにて公式グッズの販売を開始。『ガメガメ。』のロゴが記載されたTシャツ（ホワイト・ブラックの2色）とステッカー、若林のアクリルスタンドが販売されている。